# Ida Freund (Aktivistin)
Ida Freund (geborene Sohr; * 14. Januar 1868 in Libochowitz, Königreich Böhmen, Österreich-Ungarn; † 2. November 1931 in Prag, Tschechoslowakische Republik) war eine deutschsprachige Publizistin und Malerin. Sie war Mitbegründerin des Klubs deutscher Künstlerinnen in Prag.

## Leben und Wirken

### Herkunft und Jugend
Sie stammte aus einer jüdischen Familie. Der Vater Albert Sohr war Gemischtwarenhändler in Libochowitz, die Mutter Emilie, geborene Engel, eine sozial sehr engagierte Frau, die in zahlreichen Wohltätigkeitsvereinen führende Funktionen ausübte. 
Ida wurde gemeinsam mit ihrer Schwester Berta bei Verwandten in Prag von französischen und englischen Gouvernanten erzogen. Sie besuchten eine Höhere Töchterschule.

### Gesellschaftliches Engagement
Beide Schwestern engagierten sich im Verein Frauenfortschritt, der sich für die Verbesserung der gesellschaftlichen Situation von Frauen einsetzte.
Ida gründete 1906 mit anderen den Klub deutscher Künstlerinnen, der vielfältige kulturelle Veranstaltungen und Unterstützung anbot.
Sie hatte ein eigenes Atelier am Franzenskai in der Prager Altstadt; Bilder oder Zeichnungen von ihr sind aber nicht erhalten.
Mit ihrer Schwester Berta interessierte Ida sich sehr für literarische und philosophische Fragen. Sie hörten Vorlesungen in der Universität als Externe (Gasthörerinnen). In Bertas Haus entwickelte sich ein Salon, in dem die jungen Literaten Max Brod und Franz Kafka, Universitätsprofessoren, Albert Einstein und weitere wichtige Intellektuelle verkehrten. In ihrem gemeinsamen Ferienhaus im Vorort Podbala empfingen sie ebenfalls Gäste und unterstützten die dortige Bevölkerung, besonders die Frauen, sehr.
Die Schwestern wandten sich später auch der Theosophie und dem Spiritismus zu; Berta gründete 1912 eine anthroposophische Gruppe, zu der auch Ida gehörte. 1913 empfingen sie Rudolf Steiner.
Ida war sozial sehr aktiv. Um 1914 gründete sie ein Heim für jüdische Flüchtlingskinder aus Galizien. 

„[Ida konnte sich] eine bedeutende gesellschaftliche Stellung auf dem Gebiete der Wohltätigkeit schaffen. Sie gehörte einer Reihe von offiziellen Komitees an und war mit der Statthalterin und der Polizeipräsidentin und anderen hochgestellten adeligen Damen bekannt. Schließlich erhielt sie vom Kaiser die hohe Auszeichnung des Elisabeth-Ordens. Im Zusammenhang mit dieser Stellung organisierte sie Veranstaltungen, die exklusiv und auf hohem künstlerischen Niveau waren.“

Noch 1928 war Ida Freund im Klub deutscher Künstlerinnen aktiv und regte dort eine Aufnahme von männlichen Mitgliedern erfolgreich an. Zu dieser Zeit leitete sie auch einen Verein Sociale Hilfe, den sie selbst gegründet hatte.

## Ehe und Nachkommen
Ida war mit dem Rechtsanwalt Gustav Freund verheiratet. Sie hatten eine Tochter Dora (1899–1994), die Medizinerin wurde und Fritz Biehal heiratete. Die Familie wohnte 1910 in einem Haus in der Havelská 4 in der Prager Altstadt, das Ida gehörte.

## Publizistische Tätigkeit
Ida Freund schrieb für die Prager Frauen-Zeitung und die jüdische Zeitschrift Selbstwehr Artikel und einige literarische Texte.